# Jul i Norge
Jul firas i Norge, baserat på kyrkoåret, med flera inslag från tiden före reformationen. Det finns också inslag från förkristen tid.
När kyrkklockorna officiellt ringer in julen på eftermiddagen den 24 december, är det egentligen bara en del av ett firande som sträcker sig från advent till trettondedag jul, precis som på många andra håll i Skandinavien. Firandet kulminerar under julafton, då de stora måltiderna äts, och julklapparna delas ut.
En gammal tradition, som antas vara kopplad till Odens jakt, är att barnen klär ut sig och går runt i kvarteren och sjunger julsånger. Traditioner varierar något mellan olika trakter, på vissa håll gör man det mellan julafton och nyårsafton, på andra håll endast under nyårsafton. Ibland gör vuxna samma sak, men får då i stället snaps.